# イスマイル・ユスポフ
イスマイル・ユスポフ（カザフ語: Ысмайыл Әбдірасулұлы Юсупов、1914年 - 2005年）は、カザフ・ソビエト社会主義共和国の政治家、ソ連共産党員。
1934年、タルガル農業専門学校を卒業。1940年、軍に入隊し、ミンスクの軍事政治学校を卒業。1941年6月～1942年7月、レニングラード戦線で中隊政治委員、独立スキー強襲大隊の政治委員。
負傷で前線から外され、1943年10月から党の業務。1945年～1951年、カザフ・ソビエト社会主義共和国水利相。ソ連共産党中央委員会附属高等党学校卒業後、カザフスタン共産党クスタナイ州委員会第二書記。1955年～1959年、南カザフスタン州委員会第一書記。1959年～1962年、中央委員会部門書記。1962年～1964年、中央委員会第一書記。
1965年～1966年、ウラル州執行委員会議長。1966年から年金生活に入り、カザフスタン葡萄ソフホーズ共和国トラスト長。
レーニン勲章、戦闘赤旗勲章、労働赤旗勲章を受章。